# Reklama przynęta z zamianą
Reklama przynęta z zamianą (ang. bait and switch) – nieuczciwa praktyka rynkowa polegająca na reklamowaniu się określonym produktem, po czym odmowie jego udostępnienia, z zamiarem promowania czego innego. Produkt, do którego ostatecznie próbuje się przekonać klienta, jest mniej atrakcyjny niż reklamowany na początku wabik (ten często wcale nie istnieje). Wykorzystywany jest tu mechanizm psychologiczny „poniesionych kosztów”, gdyż zwabiona osoba często nie chce odejść z zupełnie niczym. Taktyka ta przechodzi w oszustwo, jeśli klient w chwili zawarcia umowy i przekazania zapłaty wciąż trwa w błędzie i wciąż istnieje taki zamiar kierunkowy ze strony sprawcy.
W dosłownym tłumaczeniu zwrot oznacza przynęta i zamiana. Podobnie jak wędkarze używają robaka na haczyku do złowienia ryby, firmy stosują niższe ceny na atrakcyjne produkty, aby zwabić klientów swoją ofertą po czym próbują dokonać zmiany i sprzedać konsumentowi zupełnie inny produkt.